# 岡田良平
岡田 良平（おかだ りょうへい、1864年6月7日（元治元年5月4日） - 1934年（昭和9年）3月23日）は、明治時代から昭和初期にかけての日本の文部官僚、政治家。号は恭堂。
旧制山口高等学校（山口大学の前身の一つ）校長、京都帝国大学（京都大学の前身）総長、文部次官・大臣、東洋大学学長、大日本報徳社社長、産業組合中央会会頭、貴族院議員、枢密顧問官を歴任した。

## 概要
遠江国佐野郡倉真村（現：掛川市）出身。東京府第一中学では、澤柳政太郎、狩野亨吉、松崎蔵之助、幸田露伴などが同期に当たる。大学予備門を経て、1887年7月、帝国大学文科大学哲学科（のちの東大文学部）卒業、大学院へ。
第二高等中学校教授を経て、1893年（明治26年）に文部省視学官。以後、大臣官房報告課長、参事官を経て、同年12月に山口高等中学校校長心得、翌年1月に同校校長兼文部省参事官、1896年（明治29年）4月から同校校長を専任。1897年（明治30年）3月に大臣官房会計課長、1900年（明治33年）4月、実業学務局長に。フランス派遣を経て、1901年（明治34年）4月より文部省総務長官（文部次官）。その後、兼任普通学務局長事務取扱となり、1904年（明治37年）8月22日から1929年（昭和4年）11月にかけて貴族院勅選議員を務めた。
1907年（明治40年）10月16日、京都帝國大学総長就任。翌年7月21日には再度文部次官となる（京都帝大総長を1908年9月2日まで兼任）。1913年（大正2年）2月19日、錦鶏間祗候となる。1916年（大正5年）、寺内内閣の文部大臣を拝命。1923年（大正12年）から翌1924年（大正13年）まで東洋大学学長を務め、同年成立の加藤高明内閣で再び文部大臣に就任し、1927年（昭和2年）の第1次若槻内閣の総辞職まで務めた。1929年（昭和4年）11月から没するまで枢密顧問官を務め、その間の1930年（昭和5年）、産業組合中央会会頭に就任。

## 家族
岡田家は、政治家や学者を輩出する一族として知られている。良平の父は報徳思想の啓蒙に努めた衆議院議員・岡田良一郎である。良平の次弟は宮内大臣や枢密院議長を歴任した男爵・一木喜徳郎であり、その子には検事の一木輏太郎、行政法学者の杉村章三郎がいる。輏太郎の長男・充は松下電器のシステム推進部長だったが日本航空123便墜落事故の犠牲者となった。良平の三弟・純平は母の実家・竹山家へ養子に行き、その次男は東京大学教養学部教授で小説家の竹山道雄である。また、山梨大学教育学部教授の竹山護夫や東京大学名誉教授の平川祐弘は、良平の姪孫に当たる。良平の妻・操は石黒務の二女、夫婦には実子がなかったので、良平の末弟の分平が養嗣子となり、岡田本家を継いだ。

## 栄典
叙位

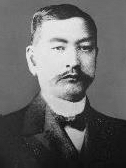
京都帝大総長
だった頃の岡田

- 1891年（明治24年）12月21日 - 従七位[6][7]
- 1893年（明治26年）11月27日 - 正七位[6]
- 1896年（明治29年）5月30日 - 従六位[6]
- 1898年（明治31年）8月18日 - 正六位[6]
- 1899年（明治32年）6月20日 - 正五位[6]
- 1902年（明治35年）8月20日 - 従四位[6]
- 1903年（明治36年）12月26日 - 正四位[6][8]
- 1916年（大正5年）10月20日 - 従三位[6][9]
- 1925年（大正14年）7月1日 - 正三位[6]
- 1933年（昭和8年）2月15日 - 従二位[6][10]

叙勲
- 1902年（明治35年）12月27日 - 勲三等瑞宝章[6][11]
- 1906年（明治39年）4月1日 - 旭日中綬章[6]
- 1916年（大正5年）4月1日 - 勲二等瑞宝章[6][12]
- 1919年（大正8年）5月24日 - 勲一等瑞宝章[6][13]
- 1920年（大正9年）11月1日 - 旭日大綬章[6][14]
- 1934年（昭和9年）3月23日 - 旭日桐花大綬章（没時陞勲）[6]

褒章
- 1915年（大正4年）5月5日 - 銀杯一個[6]
- 1916年（大正5年）5月18日 - 銀杯一個[6]
- 1918年（大正7年）9月19日 - 木杯一個[6]
- 1919年（大正8年）2月11日 - 金杯一個[6]
- 1920年（大正9年）7月27日 - 銀杯一個[6]
- 1928年（昭和3年）11月10日 - 金杯一個[6]
- 1934年（昭和9年）3月23日 - 金杯一組[6]

記念章
- 1912年（大正元年）8月1日 - 韓国併合記念章[6]
- 1915年（大正4年）11月10日 - 大礼記念章[6]
- 1921年（大正10年）7月1日 - 第一回国勢調査記念章[6]
- 1930年（昭和5年）12月5日 - 帝都復興記念章[6]

外国勲章等佩用允許
- 1927年（昭和2年）4月19日 - ローマ法王庁：千九百二十五年聖年祭記念布教博覧会功労章[15]
- 1934年（昭和9年）3月1日 - 満州国：大満洲国建国功労章[6]

## 著作
- 「中学校令並に專門学校令：私立学校の発達」「国庫負担法の制定 : 教育費国庫補助の沿革」（国民教育奨励会編纂『教育五十年史』民友社、1922年10月 / 国書刊行会〈明治教育古典叢書〉、1981年4月 / 日本図書センター、1982年1月）
- 『岡田良平報徳論集』大日本報徳社編、大日本報徳社、2005年8月

## 関連文献
- 「岡田良平」（国立公文書館所蔵「枢密院文書・枢密院高等官転免履歴書 昭和ノ一」） - アジア歴史資料センター Ref. A06051178000
  - 『国立公文書館所蔵 枢密院高等官履歴 第5巻』東京大学出版会、1997年2月、ISBN 4130987151
- 「故岡田会頭追悼」（『産業組合』第343号、産業組合中央会、1934年5月）
- 松浦鎮次郎編『岡田良平先生小伝』1935年4月
- 下村寿一著『岡田良平』文教書院、1944年1月
- 海後宗臣編『臨時教育会議の研究』東京大学出版会、1960年3月
- 伊藤隆、坂野潤治、竹山護夫「岡田良平関係文書」（『社会科学研究』第21巻第5・6号、東京大学社会科学研究所、1970年3月、NAID 110000463881）
- 西山伸「一九〇八年京大岡田総長退職事件」（朝尾直弘教授退官記念会編『日本社会の史的構造 近世・近代』 思文閣出版、1995年4月、ISBN 4784208712）
  - 「明治四十一年京大総長問題 岡田良平退職顛末書」（『東京大学史紀要』第14号、東京大学史史料室、1996年3月）
- 植山淳「岡田良平」（伊藤隆、季武嘉也編『近現代日本人物史料情報辞典』吉川弘文館、2004年7月、ISBN 4642013415）
- 並松信久「京都帝国大学と報徳主義 : 岡田総長退職事件をめぐって」『京都産業大学論集. 人文科学系列』第33巻、京都産業大学、2005年3月、46-73頁、ISSN 0287-9727、NAID 110001232561。
  - 「教学理念と大学運営 : 京都帝国大学の復興仕法」（並松信久著『報徳思想と近代京都』昭和堂、2010年10月、ISBN 9784812210413）